# Kanonport
En kanonport er en åbning i skibssiden på et krigsskib, hvorigennem mundingen på en kanon kan føres frem, inden der skydes. Kanonporte fandtes på de træskibe, der førte kanoner, herunder krigsskibene. Kanonporten kan, undtagen evt. på øverste batteridæk, lukkes med en eller to klapper, der kan hales op med reb eller kæder. Derved undgår man, at havvand i hårdt vejr skyller ind over dækket. 
Kanonporte gjorde det muligt for et sejlskib at føre kraftigere og tungere kanoner i forhold til skibe, der kun havde kanoner monteret i gafler på rælingen eller på for- og agterkastellet, idet kanonerne kan anbringes lavere og dermed påvirker skibets stabilitet i mindre grad. 
Ved kraftig sidevind, hvor skibet krænger meget, kunne kanonportene på det nederste batteridæk i læ side ikke altid benyttes uden fare for, at dækket blev oversvømmet, og skibet forliste.
Nogle sejlskibe havde falske kanonporte, der blot var malet på, for om muligt at holde sørøvere på afstand.